# Moustiques (roman)
Moustiques (titre original : Mosquitoes) est le deuxième roman de l'auteur américain William Faulkner, publié en 1927.

## Résumé
C'est le récit des mésaventures des passagers d'un bateau de croisière, jour après jour, heure après heure…